# 네가 내가 되었으면 좋겠다
《네가 내가 되었으면 좋겠다》는 2021년에 개봉한 대한민국의 영화이다.

## 캐스팅
- 김충길 : 충길 역
- 황현주 : 수진 역
- 이사라 : 사라 역
- 이두환 : 두환 역
- 임성균 : 성균 역
- 이원진 : 원진 역
- 정회동 : 회동 역
- 정주연 : 주연 역
- 김시호 : 담배피는 남자 역
- 김우현 : 도인 역
- 김태훈 : 카페사장 역